# The Crimson Dove
The Crimson Dove è un film muto del 1917 diretto da Romaine Fielding.

## Produzione
Il film fu prodotto dalla Peerless Productions e dalla World Film.

## Distribuzione
Il copyright del film, richiesto dalla World Film Corp., fu registrato il 19 maggio 1917 con il numero LU10788.
Distribuito dalla World Film e presentato da William A. Brady, il film uscì nelle sale cinematografiche statunitensi il 4 giugno 1917.